# كامبوي
كامبوي بلدية في ولاية ميناس جيرايس في منطقة جنوب شرق البرازيل.